# Barry Marshall
Barry J. Marshall, född i Kalgoorlie, Western Australia 30 september 1951, är en australiensisk läkare och professor i klinisk mikrobiologi vid University of Western Australia. Han är mest känd för sin upptäckt av att bakterien Helicobacter pylori står för merparten av alla magsår. Innan dess trodde man att magsår orsakades stress och kryddig mat. För att bevisa sin teori för en skeptisk forskarvärld, infekterade han sig själv med bakterien. Han utvecklade snabbt ett magsår som han sedan framgångsrikt botade med antibiotika. 
Han fick Nobelpriset i medicin år 2005 tillsammans med sin kollega Robin Warren för sin upptäckt av Helicobacter pyloris roll för magsår.

## Utmärkelser
- Warren Alpert Foundation Prize, med  Robin Warren[4]
- John Scott-medaljen,  1995[5]
- Lasker-DeBakey Clinical Medical Research Award,  1995[6]
- Gairdner Foundation International Award,  1996
- Paul Ehrlich och Ludwig Darmstaedter-priset,  1997
- Florey-medaljen,  1998[7]
- Buchananmedaljen,  1998
- Dr A.H. Heinekenpriset för medicin,  1998
- Fellow of the Royal Society,  1999
- Fellow of the Australian Academy of Science,  1999[8]
- Benjamin Franklin-medaljen,  1999
- Prins Mahidol-priset,  2001
- Hundraårsmedaljen,  1 januari 2001[9]
- Keio Medical Science Prize,  2002[10]
- Macfarlane Burnet Medal and Lecture,  2003[11]
- Nobelpriset i fysiologi eller medicin, med  Robin Warren,  2005[12][13]
- Companion av Australienorden,  26 januari 2007[14]
- Hedersdoktor vid Chinese University of Hong Kong,  17 oktober 2013[15]
- Fellow of the Australian Academy of Health and Medical Sciences

[Redigera Wikidata]